# Miami Vice (filme)
Miami Vice é um filme policial americano de 2006 que tem origem da famosa série da televisão Miami Vice, da década de 1980. O filme se passa em Miami e gira em torno de dois policiais, assim como a série. O filme escrito, produzido e dirigido por Michael Mann, estreou em 28 de julho de 2006 nos Estados Unidos. O filme é protagonizado por Jamie Foxx como Ricardo Tubbs e Colin Farrell como James "Sonny" Crockett, além da atriz chinesa Gong Li, entre outros.

## Sinopse
Tudo começa quando os detetives Sonny Crockett (Colin Farrell) e Ricardo Tubbs (Jamie Foxx) descobrem que uma denúncia na alta esfera levou ao assassinato de seus amigos, dois agentes federais e de um informante. Destacados para o caso, a investigação dos dois detetives acaba levando-os à porta de assassinos terríveis da Irmandade Aryan e uma rede sofisticada de traficantes internacionais com proteção do primeiro escalão do crime organizado.
Durante a caçada, os parceiros conhecem a bela mulher de Montoya (Luis Tosar), o chefão da irmandade, e também responsável pelas finanças, a sino-cubana Isabella (Gong Li), uma mulher que manipula, lava e investe dinheiro.
Ao seduzir Crockett, Isabella propicia ao detetive disfarçado uma forma de exorcizar seus próprios demônios tentando protegê-la de forças mais obscuras. Enquanto isso, os novos amantes vão descobrindo quem está brincando e se apaixonando com quem. Ao mesmo tempo, o estoico Tubbs se infiltra na empresa criminosa, mas não perde de vista sua namorada, a analista da inteligência, Trudy.
Crockett e Tubbs, disfarçados, fazem o transporte de grandes carregamentos de drogas no sul da Flórida na tentativa de identificarem o grupo responsável pelas mortes de seus amigos, e com a missão de investigarem a nova ordem do submundo. E os limites irão se confundir quando os parceiros começarem a esquecer qual o caminho de volta e de que lado da lei eles têm que ficar.

## Elenco
- Colin Farrell — Detetive James "Sonny" Crockett
- Jamie Foxx — Detetive Ricardo "Rico" Tubbs
- Justin Theroux -- Detetive Larry Zito
- Gong Li — Isabella
- Luis Tosar — Arcangel de Jesus Montoya
- Naomie Harris — Detetive Trudy Joplin
- John Ortiz — Jose Yero
- Elizabeth Rodriguez — Detetive Gina Calabrese
- Ciarán Hinds — Agente do FBI John Fujima
- Barry Shabaka Henley — Lieutenant Martin Castillo
- Domenick Lombardozzi — Detetive Stan Switek
- Isaach De Bankolé — Neptune
- John Hawkes — Alonzo Stevens
- Tom Towles — Coleman
- Eddie Marsan — Nicholas
- Ana Cristina de Oliveira — Rita

## DVD
Miami Vice foi lançado em DVD em 12 de dezembro de 2006. Foi um dos primeiros discos combo em HD DVD/DVD a serem lançados pela Universal Studios. Miami Vice em HD-DVD foi um dos DVDs mais vendidos de 2006. O DVD estreou em terceiro lugar (atrás de Pirates of the Caribbean: Dead Man's Chest e Superman Returns), e conseguiu vender mais de um milhão de cópias (o equivalente a cerca de $16 milhões de dólares) em sua primeira semana sozinho. Em 11 de fevereiro de 2007, Miami Vice teve lucros acima de $36,45 milhões em rendas.
Em 26 de agosto de 2008, a Universal Studios disponibilizou Miami Vice em formato blu-ray.

## Trilha sonora
1. "In the Air Tonight" - Nonpoint
2. "One of These Mornings" - Moby feat. Patti LaBelle
3. "We're No Here" - Mogwai
4. "Sinnerman (Felix Da Housecat's Heavenly House Mix)" - Nina Simone
5. "Auto Rock" - Mogwai
6. "Arranca" – Manzanita
7. "Ready for Love" - India.Arie
8. "Strict Machine" - Goldfrapp
9. "Pennies in My Pocket" - Emilio Estefan
10. "New World in My View" - King Britt
11. "Sweep" - Blue Foundation
12. "Anthem" - Moby
13. "Blacklight Fantasy" - Freak Chakra
14. "Mercado Nuevo" - John Murphy
15. "Who Are You" - John Murphy
16. "Ramblas" - King Britt
17. "A-500" - Klaus Badelt & Mark Batson

Das primeiras quatro canções apresentadas na primeira sequência do filme, no interior da boate The Mansion, três estão na trilha sonora, e "Sinnerman" de Nina Simone é a única canção a ser tocada no filme na sua forma original. "Numb/Encore" de Jay-Z & Linkin Park não é encontrada na trilha sonora, apesar de serem muito utilizadas para promover o filme, e de fato que ela é a primeira canção no filme.
O famoso hit "In the Air Tonight" de Phil Collins que foi destaque na estréia do episódio da série de televisão, é apresentada no cinema e na trilha sonora do filme. No entanto, é feito um cover da canção pela banda de metal Nonpoint. Há um clipe da música interpretada pela banda inserido no DVD do filme.
Dois clipes da banda Audioslave das canções "Wide Awake" e "Shape of Things to Come, são apresentados no filme, mas as canções não aparecem na trilha sonora. Isto porque possivelmente as canções eram recém criadas pela banda e foram selecionadas para estar no novo álbum do Audioslave Revelations, que tinha uma data de lançamento próxima ao lançamento do filme.